# Kasteel van Blondel de Beauregard

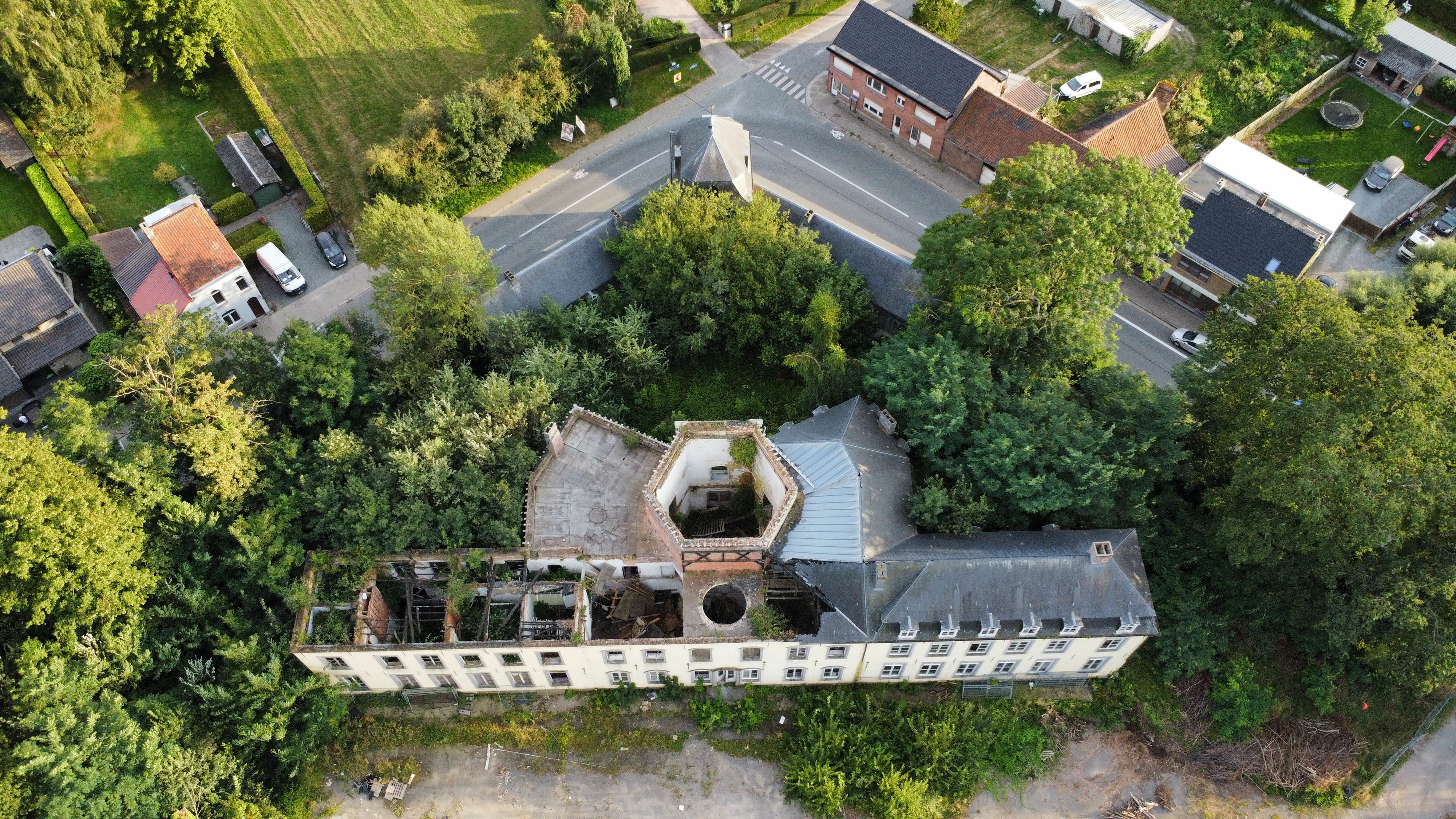
Het kasteel anno zomer 2024. De schade door de branden en de verloedering duidelijk zichtbaar

Het Kasteel van Blondel de Beauregard of Kasteel van Viane is een 18e-eeuws kasteel met eigen domein in Viane, deelgemeente van Geraardsbergen.

## Geschiedenis
Het kasteel wordt voor het eerst vermeld in 1545. Van dit oorspronkelijke kasteel en bijhorende kapel zijn geen resten bewaard. Het huidige kasteel met bijhorend domein zijn voor het eerst te zien op een plan uit 1762. Vanaf het midden van de 18e eeuw kwam het landgoed in handen van de baronnen Partz Devenish, die als bouwheer van het kasteel gezien wordt. De baronnen van Blondel de Beauregard werden via huwelijk eigenaar van het domein, die het bleven bewonen tot 1919. Zij brachten in de loop van de 19e eeuw verschillende aanpassingen aan het kasteel en lieten enkele gebouwen bijzetten, zoals de oranjerie die heden als feestzaal gebruikt wordt.
In 1919 kocht een landbouwer, Jan Poelaert, het kasteel met bijhorend domein op en verhuurde het als pachthof. Tijdens de Tweede Wereldoorlog deed het gebouw even dienst als tijdelijke verblijfplaats voor soldaten.Tussen september 1944 en augustus 1945 verbleven er Nederlanders uit het Betuwse dorp Opheusden die vluchten voor het oorlogsgeweld. Een aantal jaren na de oorlog kreeg het goed zijn huidige bestemming van recreatiedomein met visvijver, camping, restaurant en feestzalen. Vandaag is het domein nog steeds eigendom van een telg van de familie Poelaert. Het kasteel zelf heeft een andere eigenaar en staat al enkele jaren leeg.
In de zomer van 2015 vond er een kleine brand plaats in het kasteel. Hoewel een kamer volledig uitbrandde bleef de schade aan het gebouw beperkt. Uit ooggetuigenverslagen bleek dat enkele spelende kinderen achter het incident zaten. In 2018 verplichtte de rechtbank de Nederlandse eigenaars het kasteel in zijn oorspronkelijke staat te herstellen. Op 31 januari 2020 woedde er een zware brand. Sinds enkele jaren is het kasteel eigendom van de beruchte Nederlandse huisjesmelker Cees Engel.

## Gebouwen
Het kasteel bestaat uit verschillende gebouwen:
- een vierkant poortgebouw met monumentale poort, ingesloten door twee dienstgebouwen(18e eeuw).
- het hoofdgebouw met een complexe bedaking, een zeshoekige toren met voordeur (tegenover poortgebouw) en twee rechthoekige zijvleugels (18e eeuw).
- paardenstallen, ten oosten van het hoofdgebouw (18e eeuw), heden een restaurant.

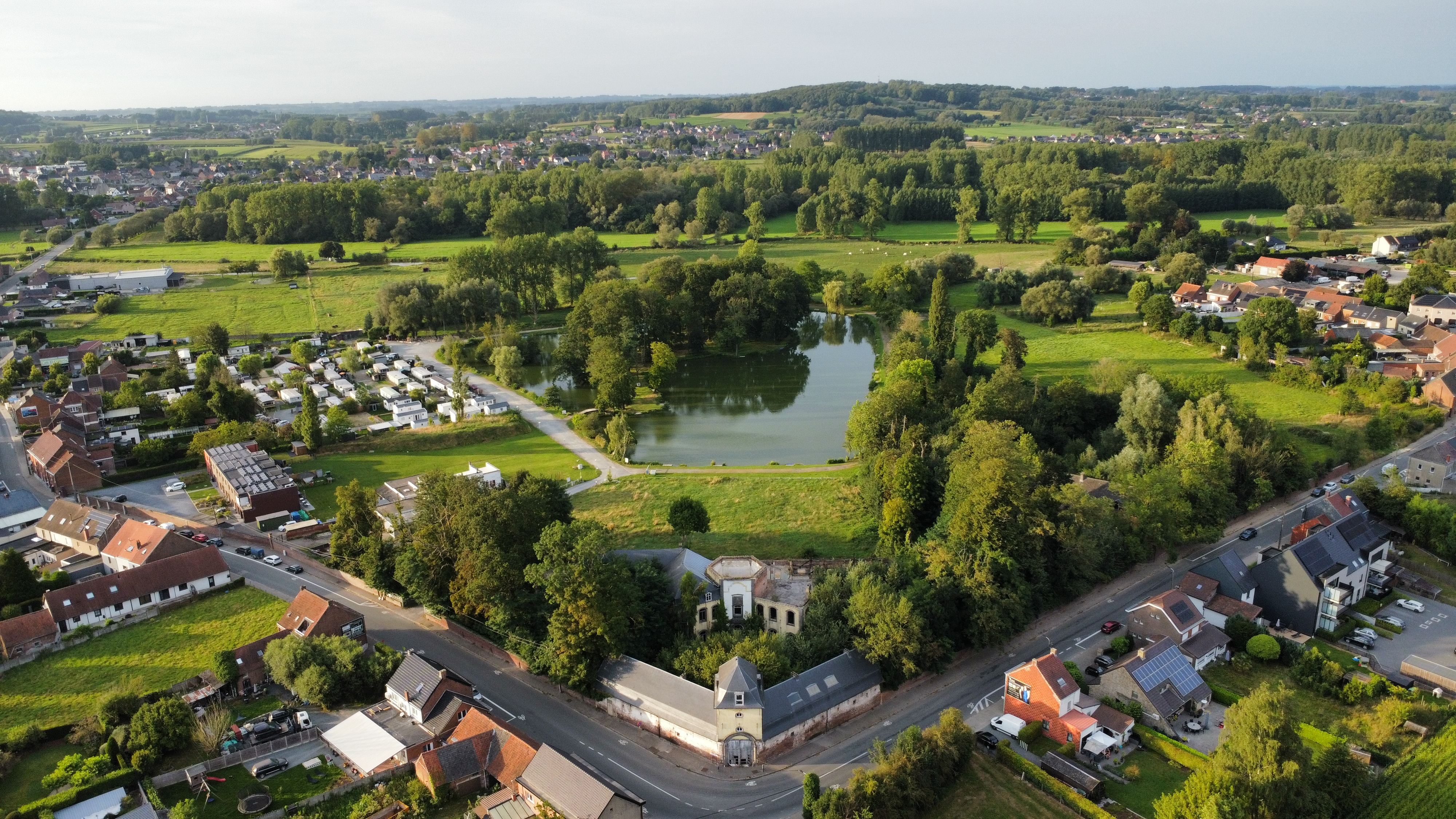
Het kasteel in 2024. De vijver en het verblijfpark goed zichtbaar, alsook de Bosberg op de achtergrond.

- Het kasteel in 2024. De vijver en het verblijfpark goed zichtbaar, alsook de Bosberg op de achtergrond.oranjerie (19e eeuw, met moderne toevoegingen), heden een feestzaal.